# Кадамовка (річка)
Кадамовка, Мокра Кадамовка (у верхів'ї Кадамовська балка) — річка в Ростовській області Росії, ліва притока річки Тузлова (сточище Дону).
Річка тече територією Красносулінського та Октябрського районів Ростовської області, а також міського округу Шахти.

## Географічне положення
Довжина 80 км (друга за довжиною притока Тузлової після Грушівки (90 км)), площа сточища — 468 км². Невеликим своїм відрізком заходить на східну околицю міста Шахти (селища Данилівка і й Сидорово-Кадамовський). Річку чистили в 2008 і 2012 роках На річці споруджено ставки. Загальне падіння річки — 189 м.
Річка має характер великої степової балки з незначною течією й невеликими окремими розширеннями плес. Несе велику кількість зваженого матеріалу.

## Назва
Від назви річки отримали свою назву: хутір Верхня Кадамовка, селище Новокадамово, селище Сидорово-Кадамовський та залізнична станція Кадамовка.

## Течія
Кадамовка бере початок на південному схилі Донецького кряжа, на схід від хутора Верхня Кадамовка Октябрського району Ростовської області (річка бере початок у Красносулинському районі, й тут же переходить до Октябрського). Тече спочатку на захід-південно-захід, до селища Даниловка. Після тече на південь основну частину своєї течії, злегка відхиляючись на захід. На ділянці від хутора Маркіна до моста на дорозі Новочеркаськ — Керчицький правий берег високий, лівий пологий. На цій ділянці основні притоки-балки — ліві. До північно-заходу від станиці Заплавської повертає на захід. Впадає в річку Тузлову за 2 км від її гирла, навпроти Новочеркаська.

## Історія
Річка згадується в Статистичному описі землі Донських Козаків, складеному в 1822—1832 роках:

б) Річки, віддають води свої Аксаю: З правого боку: 2) Тузлова. В неї впадають з лівого боку: е) Мокра Кадамовка. Статистичне опис землі Донських Козаків] — складена в 1822—1832 роках, Матеріали ГУ ГАВО надані філією МУК ВИКМ Музеєм історії Російського козацтва міста Волзького, Глава третя «Води»

Також про річку є стаття в ЭСБЕ:

Кадамовка (Мокра) — річка Області Війська Донського, права притока Аксая, протікає межею Першого Донського з Черкаським округів, спершу з півночі на південь, а поблизу гирла повертає на захід і входить в Черкаський округ, де з'єднується з Аксаєм, у самого Новочеркаська. Кадамовка чудова родовищем кам'яного вугілля, що залягає на всій її 60-верстній (64 км) течії. Пласт цей, товщиною в 1/2 фути, за розрахунком Ленле, може щорічно дати до 30000 пудів вугілля.

### Зміна гирла
Ймовірно річка змінювала своє гирло, впадаючи то у Тузлову, то в Аксай: за даними складеного в 1822—1832 роках Статистичного опису землі Донських Козаків Кадамовка впадає в Тузлову, але в більш пізніх джерелах (ЭСБЕ 1890—1907 років, Природа Ростовської області 1940 року) говориться, що річка впадає в Аксай. За даними сучасних карт, річка знову змінила своє гирло й тепер впадає в Тузлову.

## Притоки
(від витоку до гирла)
- Гнила балка (л)
- Поштова балка (п)
- Балка Кузьмина (л)
- Балка Свиридова (п)
- Вугольна балка (л)
- Звонка балка (л)
- Шахтарська балка (п)
- Глибока балка (л)
- балка Кольєва (Безсергенєвська) (л)
- Костикова балка (п)
- балка Музган (л)
- Арбузна балка (п)
- Глиняна балка (п)
- балка Сибірта (л)
- Каменна балка (п)
- Осиповска балка (п)
- Щербакова балка (л)
- Мокра балка (л)
- Темичина балка (п)
- Суха балка (л)
- Погорелова балка (п)
- Катькина балка (п)
- Журавлиная балка (п)
- Водяна балка (л)
- Мокра балка (л)
- Кюхарева балка (л)

## Населені пункти
(від витоку до гирла)
- х. Верхня Кадамовка
- х. Нова Бахмутовка
- х. Киріївка
- сел. Данилівка (Шахти)
- сел. Сидорово-Кадамовський (Шахти)
- х. Маркін
- х. Красний Луч
- х. Ягодинка
- сел. Заозер'я
- сел. Зарічний
- сел. Донський (Новочеркаськ)
- станиця Кривянська